# Dietrich Klimetzek
Dietrich Klimetzek (* 30. Dezember 1944 in Lubliniec, damals Loben, Polen unter deutscher Besetzung; † 14. April 2023) war ein deutscher Biologe mit dem Fachgebiet Forstzoologie und Entomologie.

## Leben
Dietrich Klimetzek studierte 1964 bis 1968 Forstwissenschaft an der Universität Freiburg. Nach Promotion (1972) und Großer Forstlicher Staatsprüfung (1974) erfolgte 1982 die Habilitation, ebenfalls an der Universität Freiburg. Dort lehrte er ab 1987 als außerplanmäßiger Professor für Forstzoologie und Entomologie. Er publizierte auch nach dem Eintritt in den Ruhestand weiter und galt als Ameisenexperte.

## Werke (Auswahl)
- Vergleichende Studien über die Häufigkeit und Stärke von Übervermehrungen nadelfressender Kiefernraupen in der Rheinpfalz seit 1810 (mit Bemerkungen über den Buchenrotschwanz), Diss. Univ. Freiburg 1972
- Die Variabilität der Standortansprüche hügelbauender Waldameisen der Formica rufa-Gruppe (Hymenoptera: Formicidae). In: Mitteilungen des Badischen Landesvereins für Naturkunde und Naturschutz, N.F. Band 11. Freiburg i. Br. 1973, S. 9–25 (zobodat.at [PDF; 1,3 MB; abgerufen am 24. April 2023]).
- Insekten-Großschädlinge an Kiefer in Nordbayern und der Pfalz. Analyse und Vergleich 1810–1970, 1979, ISBN 3-921954-02-9
- Grundlagen einer Überwachung und Bekämpfung der Nutzholzborkenkäfer (Trypodendron spp.) mit Lock- und Ablenkstoffen, 1984, ISBN 3-921954-05-3, zugl. Habil. Univ. Freiburg
- mit Chaofang Yue: Climate and forest insect outbreaks, in: Biologia, Jg. 52.1997, S. 153–157
- mit Gabriele Berberich, Christian Wöhler und Arne Grumpe: Statistical correlation between red wood ant sites and tectonically active fault structures, in: Mitteilungen der Deutschen Gesellschaft für Allgemeine und Angewandte Entomologie, Jg. 19.2014, S. 45–50 (auch online)